# Čcha Čong-hjok
Čcha Čong-hjok (korejsky: 차정혁, hanča: 車正赫; * 25. září 1985) je bývalý severokorejský fotbalový obránce, který naposledy hrál za FC Wil.

## Klubová kariéra
Čcha hrál za Amrokgang v severokorejské fotbalové lize v letech 2005 až 2010. V roce 2007 jim pomohl k ligovému titulu, ale počet zápasů, které za ně odehrál, a gólů, které za ně vstřelil, je stále neznámý. Dne 27. června 2010 podepsal Čcha smlouvu s týmem Swiss Challenge League FC Wil. Čcha strávil ve švýcarském klubu 5 sezón. Odehrál v něm 113 ligových zápasů a vstřelil 2 góly.

## Reprezentační kariéra
Čcha byl součástí národního týmu od roku 2005 do roku 2015 a odehrál za něj 45 zápasů. Byl nedílnou součástí severokorejského týmu, který se kvalifikoval na Mistrovství světa ve fotbale 2010 v Jižní Africe a hrál na pozici pravého obránce v jejich úvodním zápase proti Brazílii dne 15. června.